# Йегер, Франц (архитектор)
Франц Йегер (нем. Franz Jäger; 19 января 1743, Вена — 1809, Вена) — австрийский архитектор.

## Биография
Родился в семье каменщика, выходца из Тироля. Занимался каменотёсными работами при австрийском императорском дворе, в том числе реставрацией лестницы во дворе Дворца Шёнбрунн. 
В 1783 г. получил звание придворного каменотёса. Заведовал каменотёсными работами при сооружении дворца Франценсбург в Лаксенбурге, работал в нескольких венских церквях. 
В 1797 г. спроектировал (при участии своего сына Антона) венский Театр ан дер Вин.